# Robert Brooke-Popham
Robert Moore Brooke-Popham, detto Henry (Mendelsham, 18 settembre 1878 – Halton, 20 ottobre 1953), è stato un generale britannico.
Originario del Suffolk, frequentò la scuola di Hailey e l'accademia militare di Sandhurst, prima della nomina ad ufficiale in un reggimento di fanteria leggera dell'Esercito britannico, con cui avrebbe partecipato, giovanissimo, nel 1898 alla Guerra Anglo-Boera. 

Assegnato ai nuovi reparti aerei dell'esercito, apprese a volare nel 1911 e venne quindi trasferito al nuovo Royal Flying Corps con cui avrebbe combattuto durante tutta la prima guerra mondiale, fino alla nomina a vice quartiermastro generale del corpo aereo.
Brooke-Popham è noto principalmente per il suo periodo di comando in Estremo Oriente, durante la seconda guerra mondiale, delle forze britanniche impegnate a difendere i possedimenti imperiali contro l'aggressione giapponese. Il completo fallimento in questo incaricò provocò la sua rapida sostituzione come comandante di quel teatro operativo e il suo definitivo ritiro dal servizio attivo nelle forze armate imperiali.

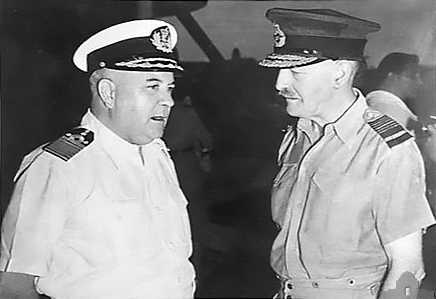
LAir Chief Marshall sir Robert Brooke-Popham (a destra) a colloquio con l'ammiraglio olandese Helfrich, poco dopo l'inizio della guerra nel Sud-Est asiatico.

## Biografia

### Nella RAF
Dopo la fine della grande guerra Brooke-Popham svolse un ruolo di grande rilievo nella costituzione e organizzazione della nuova Royal Air Force e, durante gli anni venti e gli anni trenta, rivestì importanti ruoli militari (sempre nell'ambito delle forze aeree), prima come comandante della RAF in Iraq (1928-1930) e poi come comandante in capo della Difesa aerea della Gran Bretagna (1933-1937). Nominato al massimo grado della RAF di Air Chief Marshall , dal 1936 al 1937 divenne anche aiutante di campo per l'aviazione del Re Giorgio VI.
Ritiratosi dalla RAF nel 1937, Brooke-Popham divenne subito dopo Governatore del Kenya fino alla fatale nomina (nel novembre 1940) a Comandante in Capo in Estremo Oriente (Commander in Chief Far East) per organizzare la difesa delle colonie britanniche in vista di possibili mire aggressive giapponesi.

### Comandante in Capo in Estremo Oriente

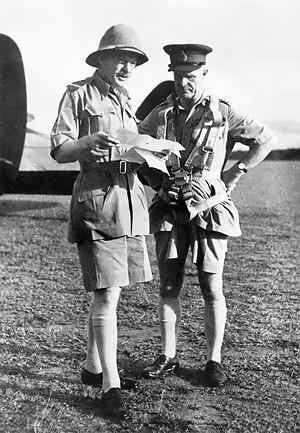
LAir Chief Marshall sir Robert Brooke-Popham (a sinistra) discute la situazione con il generale sir Archibald Wavell, comandante supremo in India e futuro comandante dell'effimero stato maggiore combinato dell'ABDA.

Giunto a Singapore, sede del suo comando, il 18 novembre 1940, Brooke-Popham, fin dall'inizio, diede prova di scarsa perspicacia e di un atteggiamento di serena superiorità, sottovalutando chiaramente l'importanza e la difficoltà della sua missione e il pericolo che incombeva sulle colonie inglesi di fronte alla minaccia del Sol Levante.
Durante i mesi precedenti l'aggressione giapponese del dicembre 1941, Brooke-Popham espresse sempre sicurezza sull'efficacia delle difese apprestate, sulla sufficienza dei suoi mezzi aerei e sulla superiorità britannica nei confronti del nemico asiatico (da lui svalutato quasi con un pregiudizio razziale).
Dopo il 7 dicembre, l'evoluzione catastrofica degli avvenimenti in terra (con la rapida avanzata nemica in Malesia), in cielo (con la netta superiorità delle forze aeree giapponesi) e in mare (con il tragico disastro di Kuan-Tan) fece crollare tutte le illusioni di Brooke-Popham, dei suoi ufficiali e dei soldati dell'Impero britannico impegnati in disperati combattimenti contro un nemico superiore. Alcuni suoi velletarii progetti (come la mai eseguita Operazione Matador) vennero rapidamente vanificati dall'efficacia e dalla precisione delle manovre nemiche e Brooke-Popham perse rapidamente il controllo della situazione.
Già il 27 dicembre 1941, sarebbe stato sostituito, dopo questo fallimento, dal generale sir Henry Pownall e sarebbe stato richiamato in patria.

### Ultimi anni
Ritenuto responsabile del disastro in Malesia, Brooke-Popham si ritirò nuovamente dal servizio attivo nel maggio 1942 e trascorse gli ultimi anni della sua vita in incarichi onorifici fino alla sua morte il 23 ottobre 1953.
La condotta del Maresciallo dell'Aria durante il suo comando in Estremo Oriente fu certamente insufficiente a causa della scarsa comprensione della realtà operativa, dei reali rapporti di forza e della potenza dell'avversario. Deve tuttavia essere segnalato che i mezzi assegnati erano certamente scarsi numericamente e antiquati qualitativamente; che le truppe a sua disposizione erano eterogenee e non molto addestrate, che la discordia regnava tra i vari comandi locali e che, a Londra, Churchill era cosciente della debolezza delle difese e accettò di correre il rischio della disfatta (forse sottovalutando anche lui il nemico).
Indubbiamente la sottovalutazione della forza e della qualità dell'apparato militare giapponese era generalizzata tra i comandi, i politici e le truppe britanniche; tuttavia Brooke-Popham risultò particolarmente inadatto al suo compito, incapace di fare fronte agli avvenimenti e persuaso fino all'ultimo della superiorità dell'Impero britannico.